# Distrito de Auxerre
El distrito de Auxerre es un distrito (en francés arrondissement) de Francia, que se localiza en el departamento de Yonne, de la región de Borgoña (en francés Bourgogne). Su chef-lieu es la ciudad de Auxerre, que también es la prefectura del departamento.

## Historia
Cuando se creó el departamento de Yonne el 17 de febrero de 1800, el distrito de Auxerre fue uno de los distritos originales.

## Geografía
El distrito de Auxerre limita al norte con el distrito de Sens, al este con el distrito de Avallon, al sur con el departamento de Nièvre (región Borgoña) y al oeste con el departamento de Loiret (región Centro).
Auxerre es el mayor distrito del departamento, con una superficie de 3514,6 km². Tiene una población, en 2012, de 180.603 habitantes y su densidad poblacional es de 51,4 habitantes/km².

## División territorial

### Cantones
Los cantones del distrito de Auxerre son:
1. Cantón de Aillant-sur-Tholon
2. Cantón de Auxerre-Est
3. Cantón de Auxerre-Nord
4. Cantón de Auxerre-Nord-Ouest
5. Cantón de Auxerre-Sud
6. Cantón de Auxerre-Sud-Ouest
7. Cantón de Bléneau
8. Cantón de Brienon-sur-Armançon
9. Cantón de Chablis
10. Cantón de Charny
11. Cantón de Coulanges-la-Vineuse
12. Cantón de Coulanges-sur-Yonne
13. Cantón de Courson-les-Carrières
14. Cantón de Joigny
15. Cantón de Ligny-le-Châtel
16. Cantón de Migennes
17. Cantón de Saint-Fargeau
18. Cantón de Saint-Florentin
19. Cantón de Saint-Sauveur-en-Puisaye
20. Cantón de Seignelay
21. Cantón de Toucy
22. Cantón de Vermenton

### Comunas
| 1. Accolay (89001)                    | 2. Aigremont (89002)                    | 3. Aillant-sur-Tholon (89003)         | 4. Andryes (89007)                   |
| 5. Appoigny (89013)                   | 6. Arcy-sur-Cure (89015)                | 7. Augy (89023)                       | 8. Auxerre (89024)                   |
| 9. Bassou (89029)                     | 10. Bazarnes (89030)                    | 11. Beaumont (89031)                  | 12. Beauvoir (89033)                 |
| 13. Beine (89034)                     | 14. Bellechaume (89035)                 | 15. Bessy-sur-Cure (89040)            | 16. Bleigny-le-Carreau (89045)       |
| 17. Bléneau (89046)                   | 18. Bois-d'Arcy (89049)                 | 19. Bonnard (89050)                   | 20. Branches (89053)                 |
| 21. Brienon-sur-Armançon (89055)      | 22. Brion (89056)                       | 23. Bussy-en-Othe (89059)             | 24. Béon (89037)                     |
| 25. Chablis (89068)                   | 26. Chailley (89069)                    | 27. Chambeugle (89070)                | 28. Champcevrais (89072)             |
| 29. Champignelles (89073)             | 30. Champlay (89075)                    | 31. Champlost (89076)                 | 32. Champs-sur-Yonne (89077)         |
| 33. Champvallon (89078)               | 34. Chamvres (89079)                    | 35. La Chapelle-Vaupelteigne (89081)  | 36. Charbuy (89083)                  |
| 37. Charentenay (89084)               | 38. Charmoy (89085)                     | 39. Charny (89086)                    | 40. Chassy (89088)                   |
| 41. Chemilly-sur-Serein (89095)       | 42. Chemilly-sur-Yonne (89096)          | 43. Cheny (89099)                     | 44. Chevannes (89102)                |
| 45. Chevillon (89103)                 | 46. Chichery (89105)                    | 47. Chichée (89104)                   | 48. Chitry (89108)                   |
| 49. Chéu (89101)                      | 50. Chêne-Arnoult (89097)               | 51. Coulangeron (89117)               | 52. Coulanges-la-Vineuse (89118)     |
| 53. Coulanges-sur-Yonne (89119)       | 54. Courgis (89123)                     | 55. Courson-les-Carrières (89125)     | 56. Crain (89129)                    |
| 57. Cravant (89130)                   | 58. Cézy (89067)                        | 59. Dicy (89138)                      | 60. Diges (89139)                    |
| 61. Dracy (89147)                     | 62. Druyes-les-Belles-Fontaines (89148) | 63. Escamps (89154)                   | 64. Escolives-Sainte-Camille (89155) |
| 65. Esnon (89156)                     | 66. La Ferté-Loupière (89163)           | 67. Festigny (89164)                  | 68. Fleury-la-Vallée (89167)         |
| 69. Fontaines (89173)                 | 70. Fontenailles (89174)                | 71. Fontenay-près-Chablis (89175)     | 72. Fontenay-sous-Fouronnes (89177)  |
| 73. Fontenouilles (89178)             | 74. Fontenoy (89179)                    | 75. Fouronnes (89182)                 | 76. Germigny (89186)                 |
| 77. Grandchamp (89192)                | 78. Guerchy (89196)                     | 79. Gurgy (89198)                     | 80. Gy-l'Évêque (89199)              |
| 81. Hauterive (89200)                 | 82. Héry (89201)                        | 83. Irancy (89202)                    | 84. Jaulges (89205)                  |
| 85. Joigny (89206)                    | 86. Jussy (89212)                       | 87. Laduz (89213)                     | 88. Lain (89215)                     |
| 89. Lainsecq (89216)                  | 90. Lalande (89217)                     | 91. Laroche-Saint-Cydroine (89218)    | 92. Lavau (89220)                    |
| 93. Leugny (89221)                    | 94. Levis (89222)                       | 95. Lichères-près-Aigremont (89224)   | 96. Lignorelles (89226)              |
| 97. Ligny-le-Châtel (89227)           | 98. Lindry (89228)                      | 99. Looze (89230)                     | 100. Lucy-sur-Cure (89233)           |
| 101. Lucy-sur-Yonne (89234)           | 102. Mailly-la-Ville (89237)            | 103. Mailly-le-Château (89238)        | 104. Malicorne (89241)               |
| 105. Maligny (89242)                  | 106. Marchais-Beton (89243)             | 107. Mercy (89249)                    | 108. Merry-Sec (89252)               |
| 109. Merry-la-Vallée (89251)          | 110. Merry-sur-Yonne (89253)            | 111. Migennes (89257)                 | 112. Migé (89256)                    |
| 113. Molesmes (89260)                 | 114. Mont-Saint-Sulpice (89268)         | 115. Montigny-la-Resle (89265)        | 116. Monéteau (89263)                |
| 117. Mouffy (89270)                   | 118. Moulins-sur-Ouanne (89272)         | 119. Moutiers-en-Puisaye (89273)      | 120. Méré (89250)                    |
| 121. Mézilles (89254)                 | 122. Neuilly (89275)                    | 123. Les Ormes (89281)                | 124. Ormoy (89282)                   |
| 125. Ouanne (89283)                   | 126. Parly (89286)                      | 127. Paroy-en-Othe (89288)            | 128. Paroy-sur-Tholon (89289)        |
| 129. Perreux (89294)                  | 130. Perrigny (89295)                   | 131. Poilly-sur-Tholon (89304)        | 132. Pontigny (89307)                |
| 133. Pourrain (89311)                 | 134. Prunoy (89317)                     | 135. Prégilbert (89314)               | 136. Préhy (89315)                   |
| 137. Quenne (89319)                   | 138. Rogny-les-Sept-Écluses (89324)     | 139. Ronchères (89325)                | 140. Rouvray (89328)                 |
| 141. Sacy (89330)                     | 142. Sainpuits (89331)                  | 143. Saint-Aubin-Château-Neuf (89334) | 144. Saint-Aubin-sur-Yonne (89335)   |
| 145. Saint-Bris-le-Vineux (89337)     | 146. Saint-Cyr-les-Colons (89341)       | 147. Saint-Denis-sur-Ouanne (89343)   | 148. Saint-Fargeau (89344)           |
| 149. Saint-Florentin (89345)          | 150. Saint-Georges-sur-Baulche (89346)  | 151. Saint-Martin-des-Champs (89352)  | 152. Saint-Martin-sur-Ocre (89356)   |
| 153. Saint-Martin-sur-Ouanne (89358)  | 154. Saint-Maurice-Thizouaille (89361)  | 155. Saint-Maurice-le-Vieil (89360)   | 156. Saint-Privé (89365)             |
| 157. Saint-Sauveur-en-Puisaye (89368) | 158. Sainte-Colombe-sur-Loing (89340)   | 159. Sainte-Pallaye (89363)           | 160. Saints (89367)                  |
| 161. Seignelay (89382)                | 162. Sementron (89383)                  | 163. Senan (89384)                    | 164. Sery (89394)                    |
| 165. Sommecaise (89397)               | 166. Sougères-en-Puisaye (89400)        | 167. Taingy (89405)                   | 168. Tannerre-en-Puisaye (89408)     |
| 169. Thury (89416)                    | 170. Toucy (89419)                      | 171. Treigny (89420)                  | 172. Trucy-sur-Yonne (89424)         |
| 173. Turny (89425)                    | 174. Val-de-Mercy (89426)               | 175. Vallan (89427)                   | 176. Varennes (89430)                |
| 177. Venizy (89436)                   | 178. Venouse (89437)                    | 179. Venoy (89438)                    | 180. Vergigny (89439)                |
| 181. Vermenton (89441)                | 182. Villecien (89452)                  | 183. Villefargeau (89453)             | 184. Villefranche (89454)            |
| 185. Villemer (89457)                 | 186. Villeneuve-Saint-Salves (89463)    | 187. Villeneuve-les-Genêts (89462)    | 188. Villevallier (89468)            |
| 189. Villiers-Saint-Benoît (89472)    | 190. Villiers-sur-Tholon (89473)        | 191. Villy (89477)                    | 192. Vincelles (89478)               |
| 193. Vincelottes (89479)              | 194. Volgré (89484)                     | 195. Égleny (89150)                   | 196. Épineau-les-Voves (89152)       |
| 197. Étais-la-Sauvin (89158)          |                                         |                                       |                                      |